# Un long dimanche de fiançailles
Un long dimanche de fiançailles (Een lange verlovingszondag) is een Franse film uit 2004, geregisseerd door Jean-Pierre Jeunet, en gebaseerd op de gelijknamige roman van Sébastien Japrisot. De Engelse titel is A Very Long Engagement.
Het is een romantische oorlogsfilm die een kleurrijk beeld schetst van het leven in Frankrijk rond de Eerste Wereldoorlog en van de verschrikkingen van de loopgravenoorlog aan de Somme.
De film won verschillende prijzen, waaronder vijf Franse Césars. Hij werd voor twee Oscars genomineerd: Beste Art Direction (set-aankleding) en Beste Cinematografie (camerawerk).

## Verhaal
Mathilde wordt geboren op 1 januari 1900. Haar beide ouders komen in 1903 om bij een busongeval en vanaf dat moment woont ze bij haar oom en tante. In 1905 krijgt Mathilde polio, een verlammende kinderziekte, en sindsdien loopt ze mank. In 1909 leert ze Manech kennen die een jaar ouder is. Hij spreekt haar aan omdat ze mank loopt. Tussen haar en Manech ontstaat een sterke band die evolueert tot een liefdesrelatie. In 1917 neemt ze afscheid van haar verloofde Manech, die naar het front aan de Somme trekt.
Twee jaar later krijgt ze het officiële bericht dat haar verloofde is omgekomen aan het front. Mathilde kan dit niet geloven en klampt zich vast aan haar intuïtie. Via een voormalige sergeant komt ze te weten dat Manech gestorven is in "Bingo Crépuscule" (bingo zonsondergang), een loopgraaf helemaal vooraan, grenzend aan het niemandsland. Manech was daar samen met vier andere soldaten die ook ter dood waren veroordeeld wegens zelfverminking. Hun straf werd ten uitvoer gelegd door hen het niemandsland in te sturen.
Met het geld van de erfenis van haar ouders en de hulp van een detective, Germain Pire, begint ze een vastberaden speurtocht naar de vier andere veroordeelden en hun vrienden en geliefden om uit te zoeken of haar gevoel dat Manech nog leeft haar bedriegt of niet. Stukje bij beetje ontrafelt zich wat er is gebeurd met Manech en de vier medeveroordeelden. Uiteindelijk vindt ze Manech terug na een lange zoektocht, Manech heeft echter last van totaal geheugenverlies en herkent haar niet meer. Manech spreekt haar na al die jaren terug aan met die ene zin waarmee hun eerste gesprek tot stand kwam: Doet het pijn als je loopt?
De film wordt verteld vanuit het gezichtspunt van Mathilde, hoofdzakelijk in Bretagne en Parijs, en door middel van flashbacks vanuit de loopgraven en het niemandsland. Nevenplots en verhalen van de andere betrokkenen maken de film complex.

## Prijzen

### Gewonnen
- César (2005)
  - Beste actrice in een bijrol (Marion Cotillard)
  - Beste jong mannelijk talent (Gaspard Ulliel)
  - Beste kostuums (Madeline Fontaine)
  - Beste decor (Aline Bonetto)
  - Beste cinematografie (Bruno Delbonnel)

## Rolverdeling
- Audrey Tautou - Mathilde Donnay
- Gaspard Ulliel - Manech Langonnet, de verloofde van Mathilde (ook wel Het Groentje)
- Jean-Pierre Becker - Luitenant Esperanza
- Dominique Bettenfeld - Ange Bassignano
- Clovis Cornillac - Benoît Notre-Dame
- Marion Cotillard - Tina Lombardi
- Jodie Foster - Élodie Gordes
- Jean-Pierre Darroussin - Korporaal Benjamin Gordes, aka. Biscotte
- Julie Depardieu - Véronique Passavant
- Jean-Claude Dreyfus - Commandant Lavrouye
- André Dussollier - Pierre-Marie Rouvières
- Ticky Holgado - Germain Pire
- Tchéky Karyo - Kapitein Favourier
- Jérôme Kircher - Bastoche
- Denis Lavant - Six-Sous
- Chantal Neuwirth - Bénédicte, de tante van Mathilde
- Dominique Pinon - Sylvain, de oom van Mathilde
- Albert Dupontel - Célestin Poux
- Solène Le Péchon - Mathilde Donnay (als tienjarig meisje)
- Michel Vuillermoz - P'tit Louis
- Bouli Lanners - korporaal Chardolot
- Michel Robin - de oude man die het slagveld bezoekt
- Rufus - de Bretoen